# Johann Friedrich Hoffmann (Sänger)

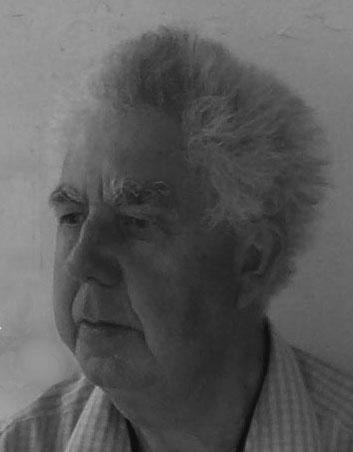
Johann Friedrich Hoffmann (2008)

Johann Friedrich „Hans“ Hoffmann (* 3. Oktober 1929 in Werdohl; † 22. Februar 2015 in Düsseldorf) war ein deutscher Sänger (Tenor) und Lehrer.

## Leben
Nach dem Gesangsstudium in Freiburg und in Düsseldorf bei Philipp Göpelt beginnt Hans Hoffmann eine intensive Konzerttätigkeit sowohl als Oratorientenor (insbesondere bei Almuth Rößler), als auch auf dem Gebiet der zeitgenössischen Musik: Er wirkt unter anderem bei Uraufführungen der Werke von Oskar Gottlieb Blarr und Herbert Callhoff mit, der ihm 1968 seine Geistlichen Konzerte für Tenor und Orgel widmet. Gleichzeitig widmet sich Johann Friedrich Hoffmann der Verbreitung der deutschen Volksmusik, insbesondere in Zusammenarbeit mit der Musikantengilde Halver unter der Leitung von Harald Falk, mit der ihn Konzertreisen nach Frankreich, Schweden, Norwegen und Ungarn führen. Seine Aufnahmen der ostdeutschen Volksmusik erfahren ein weites Echo durch Übertragungen beim Westdeutschen Rundfunk Köln und durch zahlreiche Schallplatten, darunter insbesondere: Sing, sing, was geschah. Volkslieder aus Pommern und Ostpreussen, Deutsche Harmonia Mundi, Westdeutscher Rundfunk Köln, 1989 (2012 neu erschienen bei Cantorka); Westfälische Lieder und Tänze, 1985; Lieder und Tänze aus Pommern, Laumann, 1981. Seine Rundfunkaufzeichnungen sind bis heute fester Bestandteil des WDR-Programmes.
Gleichzeitig als Latein- und Geschichtslehrer tätig, hat Johann Friedrich Hoffmann an der Diskussion zur politischen Bildung der sechziger Jahre mit Beiträgen in den Fachzeitschriften Politische Bildung und Gegenwartskunde teilgenommen. Von 1973 bis 1993 war er Leiter des Aufbaugymnasiums Georg Büchner in Düsseldorf, das dank seiner Leitung vor einer 1985 geplanten Schließung gerettet werden konnte und dadurch heute noch Bestandteil des Düsseldorfer Schulwesens ist. Als Philologe für mittelalterliches Latein hat er im Rahmen des Projektes Papebroch der Universität Köln die kritische Ausgabe und deutsche Übersetzung weiter Teile des Diarium von Daniel Papebroch besorgt (erschienen in Romagna Arte e Storia, 2003). Seine Forschungen zur mittelalterlichen Lyrik haben die bisher unbekannte Melodie der Vagantenbeichte des Archipoeta identifiziert und somit unsere Kenntnisse zur originalen Musik der Carmina Burana um einen zentralen Bestandteil ergänzt; die moderne Uraufführung dieses Gedichtes mit seiner Originalmelodie fand 2007 beim Festival Amici della Musica di Novara statt.
Hans Hoffmann starb am 22. Februar 2015 in Düsseldorf.

## Diskografie
- Volkslieder aus den deutschen Vertreibungsgebieten. Eine Schallplattendokumentation: LP I Volkslieder aus Ostpreussen und Pommern, LP II Volkslieder aus Schlesien, LP III Volkslieder aus dem Sudetenland, Deutsche Grammophongesellschaft, o. J.
- Musica Sacra Nova, Schwann, 1969
- Igor Stravinski, Geistliche Musik, Stravinski-Fest-Ensemble, Schwann, 1971
- Lieder und Tänze aus Pommern, Laumann, 1981
- Westfälische Lieder und Tänze, 1985
- Volkslieder aus Pommern und Ostpreussen, Deutsche Harmonia Mundi, Westdeutscher Rundfunk Köln, 1989
- Sing, sing, was geschah. Die schönsten Volkslieder aus Pommern, Cantorka, 2012

## Veröffentlichungen
- Probleme der Kommunalpolitik im Unterricht. In: Gegenwartskunde. Band 15, 1966, ISSN 0016-5875.
- Die Erkundung des politischen Nahraums. In: Politische Bildung. Band 1, Nr. 4, 1967, ISSN 0554-5455, S. 83–91.
- Notizie su Forlì da un diario di viaggio del 1660. In: Romagna Arte e Storia. Band 23, Nr. 67, 2003, ZDB-ID 1072672-X, S. 43–66.